# Giovanni Antonio Pintori
Giovanni Antonio Pintori (Nuoro, 3 dicembre 1946) è un pittore, critico d'arte e gallerista italiano.

## Biografia
Di origini sarde, Pintori si trasferisce a Bologna dove si diploma all'Accademia di belle arti. In questo periodo, inizia a comporre i suoi primi lavori, facendo riferimento all'arte povera. Successivamente, realizza la serie dei "Giganti", opere che raffigurano automi gargantueschi, metafora della rivoluzione digitale.
Insegnante presso l’Istituto d’Arte F. Arcangeli di Bologna, collabora con l’Accademia del capoluogo emiliano e con altre scuole ed istituti nazionali compiendo numerosi periodi di ricerca all'estero.
Nel 1982 presenta il libro "Brame", edito da Fabjbasaglia, con i testi di Claudio Cerritelli e Paolo Fossati. Il libro è un'analisi dei quadri del Pintori prodotti negli anni '70.
Abbandona per un periodo la carriera artistica per concentrarsi come gallerista e scopritore di giovani talenti. Ha fatto parte del direttivo dello Studio Ercolani e della Nipple gallery di Bologna.
Nel 2008/09 presenta la serie "Facebook", quadri ad acrilico su tela rappresentanti volti femminili che sembrano navigare in uno strano liquido amniotico. Questi riflettono l’attenzione di Pintori per le tecnologie della comunicazione e per, l'allora, potenzialità di Internet. Come scrive Riguzzi sul catalogo della mostra, «potenti, luminosi, di grande impatto visivo quei volti presi a prestito da modelle delle riviste patinate, realizzati con una tecnica classica, veloce e precisa, emergono dal nulla per essere qualcosa e qualcuno, come le pagine del celebre social network».
Alcuni suoi lavori sono esposti al Museo d'arte moderna di Bologna,  al Museo d'arte della città di Ravenna, al Man di Nuoro e a Villa Devoto. Ha esposto negli Stati Uniti, in India e in molti Paesi europei. Nel 2009 riceve il premio Marconi (nella sezione "Premio Internazionale di Pittura, Scultura e Arte Elettronica"), onorificenza internazionale promossa dalla fondazione omonima e dal circolo artistico di Bologna.
È stato amico intimo di Pirro Cuniberti, a cui ha dedicato anche una retrospettiva nel 2020.
È stato sposato con la professoressa Anna Rosa Nannetti, superstite della strage di Marzabotto nonché scrittrice del libro I Bambini del '44; dal loro matrimonio è nato Emiliano, pianista e professore di musica jazz.
È lontano parente del designer Giovanni Pintori.